# Борозенська сільська рада
Боро́зенська сільська́ ра́да — адміністративно-територіальна одиниця та орган місцевого самоврядування в Великоолександрівському районі Херсонської області. Адміністративний центр — село Борозенське.

## Загальні відомості
- Територія ради: 4,212 км²
- Населення ради: 3 424 особи (станом на 2001 рік)

## Населені пункти
Сільській раді були підпорядковані населені пункти:
- с. Борозенське
- с. Кучерське
- с. П'ятихатки
- с. Садок

## Склад ради
Рада складалася з 20 депутатів та голови.

### Керівний склад попередніх скликань
| Прізвище, ім'я, по батькові | Основні відомості                                                         | Дата обрання | Дата звільнення |
| --------------------------- | ------------------------------------------------------------------------- | ------------ | --------------- |
| Пигида Борис Вікторович     | Сільський голова, 1961 року народження, освіта вища, член Народної партії | 26.03.2006   | 31.10.2010      |
| Пигида Борис Вікторович     | Сільський голова, 1961 року народження, освіта вища, безпартійний         | 31.10.2010   | 2015            |

Примітка: таблиця складена за даними сайту Верховної Ради України

### Депутати
За результатами місцевих виборів 2010 року депутатами ради стали:

#### За суб'єктами висування
| Суб'єкт висування                                       | Кількість обраних депутатів | %  |
| ------------------------------------------------------- | --------------------------- | -- |
| Народна партія                                          | 5                           | 25 |
| Самовисування                                           | 5                           | 25 |
| Політична партія Всеукраїнське об'єднання «Батьківщина» | 4                           | 20 |
| Партія регіонів                                         | 2                           | 10 |
| Соціалістична партія України                            | 2                           | 10 |
| Комуністична партія України                             | 1                           | 5  |
| Політична партія «Сильна Україна»                       | 1                           | 5  |

#### За округами
| № округу                                                | Прізвище, ім'я, по батькові   | Дата визнання обраним | Освіта             | Партійна приналежність                        | Відомості про обраного депутата                                                        |
| ------------------------------------------------------- | ----------------------------- | --------------------- | ------------------ | --------------------------------------------- | -------------------------------------------------------------------------------------- |
| Комуністична партія України                             |                               |                       |                    |                                               |                                                                                        |
| 18                                                      | Крамна Світлана Григорівна    | 10.11.2010            | середня спеціальна | член Народної партії                          | сільськогосподарський виробничий кооператив «Борозенське», бухгалтер відділення № 2    |
| Народна Партія                                          |                               |                       |                    |                                               |                                                                                        |
| 5                                                       | Козак Тетяна Миколаївна       | 10.11.2010            | вища               | член Народної партії                          | сільськогосподарський виробничий кооператив «Борозенське», головний економіст          |
| 6                                                       | Медвідь Володимир Петрович    | 10.11.2010            | середня спеціальна | член Народної партії                          | сільськогосподарський виробничий кооператив «Борозенське», головний ветеринарний лікар |
| 12                                                      | Фокін Микола Іванович         | 10.11.2010            | вища               | член Народної партії                          | сільськогосподарський виробничий кооператив "Борозенське!, керуючий відділенням № 4    |
| 14                                                      | Прокіпець Світлана Вікторівна | 10.11.2010            | вища               | член Народної партії                          | сільськогосподарський виробничий кооператив «Борозенске», головний бухгалтер           |
| 16                                                      | Грушко Лідія Василівна        | 10.11.2010            | вища               | член Народної партії                          | сільськогосподарський виробничий кооператив «Борозенське», керуюча відділенням № 2     |
| Партія регіонів                                         |                               |                       |                    |                                               |                                                                                        |
| 2                                                       | Ценцеря Ольга Миколаївна      | 10.11.2010            | вища               | член Партії регіонів                          | Борозенський дошкільний навчальний заклад, вихователь                                  |
| 3                                                       | Чернишова Олена Семенівна     | 10.11.2010            | середня спеціальна | позапартійна                                  | Борозенська сільська рада, головний бухгалтер                                          |
| Політична партія Всеукраїнське об'єднання «Батьківщина» |                               |                       |                    |                                               |                                                                                        |
| 1                                                       | Кравченко Ірина Володимирівна | 10.11.2010            | вища               | член Всеукраїнського об'єднання «Батьківщина» | Борозенська загальноосвітня школа I-III ст., вчитель                                   |
| 4                                                       | Килюшик Людмила Миколаївна    | 10.11.2010            | вища               | член Всеукраїнського об'єднання «Батьківщина» | Борозенський дошкільний навчальний заклад, вихователь                                  |
| 15                                                      | Караван Галина Олексіївна     | 10.11.2010            | середня спеціальна | позапартійна                                  | сільськогосподарський виробничий кооператив «Борозенське», тваринник                   |
| 19                                                      | Золотін Олександр Іванович    | 10.11.2010            | середня            | позапартійний                                 | сільськогосподарський виробничий кооператив «Борозенське», керуючий відділення № 5     |
| Політична партія «Сильна Україна»                       |                               |                       |                    |                                               |                                                                                        |
| 8                                                       | Охрімовська Альона Іллівна    | 10.11.2010            | вища               | член Політичної партії «Сильна Україна»       | тимчасово не працює                                                                    |
| Соціалістична партія України                            |                               |                       |                    |                                               |                                                                                        |
| 9                                                       | Маловічко Сергій Миколайович  | 10.11.2010            | вища               | член Соціалістичної партії України            | приватний підприємець                                                                  |
| 17                                                      | Овсепян Тетяна Миколаївна     | 10.11.2010            | середня спеціальна | член Соціалістичної партії України            | Садківське відділення зв'язку, завідуюча поштовим відділеням                           |
| Самовисування                                           |                               |                       |                    |                                               |                                                                                        |
| 7                                                       | Давидько Олена Василівна      | 10.11.2010            | вища               | позапартійна                                  | Борозенська сільська рада, секретар                                                    |
| 10                                                      | Булик Олександр Федорович     | 10.11.2010            | середня спеціальна | позапартійний                                 | сільськогосподарський виробничий кооператив «Борозенське», електрик                    |
| 11                                                      | Горбенко Ганна Богданівна     | 10.11.2010            | середня спеціальна | позапартійна                                  | Борозенська сільська рада, землевпорядник                                              |
| 13                                                      | Кривуля Микола Юхимович       | 10.11.2010            | середня спеціальна | позапартійний                                 | КП «Водолійік», начальник КП                                                           |
| 20                                                      | Ізонова Альона Петрівна       | 10.11.2010            | середня            | позапартійна                                  | Борозенський сільський клуб, завідуюча                                                 |